# Teoria delle catene laterali di Ehrlich
Le catene laterali fanno parte di una vecchia teoria medica elaborata da Paul Ehrlich. 

## Storia
All'epoca in cui non si conosceva la moderna immunologia, Erlich ipotizzò che le cellule viventi avessero delle catene laterali in relazione alle loro proprietà di coloritura. Queste catene laterali potevano legarsi ad una particolare tossina. In condizioni di pericolo la cellula coltiva catene laterali supplementari che si tramutono in anticorpi. Essi secondo il Dr. Erlich venivano chiamati magic bulletts, "pallottole magiche".